# ザイダ・カタラン
ザイダ・カタラン（Zaida Maria Catalán,1980年10月6日 -2017年3月）は、2017年3月にコンゴで殺害 された国連職員であり、スウェーデンの弁護士で、政治家でもあった。

## 生い立ち

### 成長と教育
ザイダ・カタランはストックホルムで生まれたが、スモーランドのヘーグビーで育った。母親はスウェーデン人で、父親は1975年にチリから政治難民としてやって来た。彼女はストックホルム大学で学び法学の学位を取得して卒業した。

### 政治的経歴
動物の権利活動家としての経歴を持つ彼女は、2001年にヤング・グリーン協会のスポークスマンになった。グスタフ・フリドリンとの2年間、およびアイナー・ウェスターガードとの2年間のヤング・グリーンの組織のリーダーを経て、彼女は2005年のヤング・グリーンのリーダーを辞任した。カタランは、特に、動物の権利、ジェンダーの平等、および売春法に関連する問題に関与していた。
2008年秋、彼女は2009年に欧州議会への立候補を発表。党員による投票の結果、彼女は欧州議会選挙の緑の党候補者リストで5位になった。その後、欧州議会選挙が実施され、彼女は16,300票を得たものの、議席を得るのに十分な票数ではなかった。
2006年-2010年の期間の期間中、2011年3月まで 、彼女はストックホルム市市議会の緑の委員会の一員となるとともに、スウェーデン国会議事堂の緑の党の弁護士として、しばらく活動した。

## 国際的なキャリア
2010年12月、カタランは「パーティーが終わりに近づき、発展できる場所で続けたい」と語った。コンゴのキンシャサのゴマで行われたEUの警察行動EUPOLに性的暴力の専門家として従事するため、彼女は緑の党の議会事務所の弁護士としての職を辞め、彼女が緑の党に戻るかどうかは定かではないと述べた。
彼女の人生の最後の数年間、彼女はさまざまなEUミッションのジェンダーアドバイザーとしていくつかの任務を果たした。 彼女はアフガニスタン 、コンゴキンシャサ、ヨルダン川西岸のEU警察と協力した。 2016年7月、彼女はチリからコンゴ民主共和国へ派遣された国連専門家グループの専門家に任命された。

## 殺害
2017年3月12日、カタランは、コンゴのキンシャサのカサイ州での任務中に、4人のコンゴ人と1人の国連職員とともに誘拐された。彼女は人権侵害を調査し、レポートを作成するためにコンゴ共和国にいた。カタランは、アメリカ人の同僚マイケル・シャープ、そしてコンゴ人通訳とともに3月27日に遺体で発見された 。カタランは撃たれており、発見されたとき、彼女の頭は体から切断分離されていたことがビデオで示されている。

### 報道
コンゴ共和区での2017年に起きたザイダ・カタランはじめとする国連調査団の殺害を巡るスウェーデン・テレビ作成の調査報道のドキュメンタリー番組(原題:DECEPTIVE DIPLOMACY)は2019年国際エミー賞最優秀時事番組賞を受賞。

## ザイダカタラン賞
ザイダ・カタラン賞は、行動を通じて勇気と市民の勇気を示した若者に授与される。賞はカルマール郡の若者たちにスタグネリウス学校から授与される。ザイダカタラン賞は2019年1月に設立され、運営委員会と審査員で構成される。

## 参照
1. ↑  Ratsit.se
2. ↑  Kasai unrest: UN experts 'found dead' in DR Congo
3. 1 2  “国連平和ミッションの闇  BS世界のドキュメンタリー NHK”. NHK. 2020年10月2日閲覧。
4. ↑  Sökning i Stockholms stads register över förtroendevalda, https://evald.stockholm.se/Extern/Organ/1046?date=2010-10-15, utförd 29 mars 2017.
5. ↑  Marieke Johnson. "Zaida Catalán: Det blir svårt att uträtta något bra アーカイブ 2014年7月23日 - ウェイバックマシン", Jusektidningen, 21 december 2010. Läst den 4 maj 2012.
6. 1 2  “Zaida Catalán hittad död under FN-uppdrag” (スウェーデン語)
7. ↑  “Zaida Catalán från Stockholm död i Kongo-Kinshasa - P4 Stockholm” (2017年3月29日). 2020年6月29日閲覧。
8. ↑  Kasai unrest: UN experts 'found dead' in DR Congo
9. ↑  Two U.N. officials of U.S., Swedish nationality kidnapped in central Congo
10. ↑  Svensk misstänkt kidnappad i Kongo
11. ↑  “Kasai unrest: UN experts found dead in DR Congo” (2017年3月29日). 2020年6月29日閲覧。
12. ↑  “For 2 Experts Killed in Congo, U.N. Provided Little Training and No Protection” (5 juli 2017). 2020年6月29日閲覧。
13. ↑  “拉致された国連専門家2人の殺害映像、コンゴ当局が公開”. afpbb (2017年4月25日). 2020年9月26日閲覧。
14. ↑  “Elever instiftar pris i Zaida Cataláns namn”. 2020年6月29日閲覧。

## 記事
- Lindberg, Staffan (2019年). Mordet på Zaida Catalán. Stockholm: Ordfront. ISBN 9789177750802。